# 孤児列車

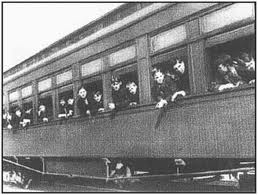
孤児列車

孤児列車（こじれっしゃ、英: Orphan Train Movement）は、アメリカ合衆国の人口が密集した東海岸の都市から中西部の農村部の里親たちのもとへ孤児たちを大規模に移動させようとした児童福祉的なプログラムである。孤児列車は、1854年から1929年まで運行され、約25万人の子どもたちが、移住させられた。孤児列車運動の協同創設者は、これらの子どもたちは孤児や捨て子、児童虐待の被害にあった子、あるいはホームレスだったと主張していたが、これは必ずしも真実とは言い難い。この子どもたちの多くは、新規の移民の子や東海岸の諸都市の貧しく貧困にあえいでいるような家庭の子であった。この孤児列車の批判には、世話人の非効果的なスクリーニング、配置のフォローアップが不十分であること、そして多くの子供たちが厳密に奴隷農場労働として使用されたことが含まれます。3つの慈善団体、子どもらの村（1851年、24人の慈善家によって設立）、児童援助協会（1853年、チャールズ・ローリング・プレイズにより設立）、そしてやや遅れてニューヨーク孤児養育院は、これらの子どもたちを救済するために尽力していた。これらの施設は、裕福な寄贈者によって支えられ、専門的な職員によって運営されていた。これら3つの施設は、1850年代にニューヨークで推定3万人を超えるホームレス、孤児、放棄された都市の子供たちを全国の里親に預けるプログラムを開発した。子どもたちは、「孤児列車」または「赤ちゃん列車」と名付けられた列車で、電車で新しい家族の元へ運ばれた。この子どもたちの移送は1920年代に終わり、アメリカで組織化された里親養育が始まりまった。

## 背景
アメリカ合衆国における最初の孤児院は、言い伝えによれば1729年にミシシッピー州のナチェズで設立された。しかし、制度としての孤児院は、初期の19世紀の前に珍しいものであった。当時、親戚や近所の人は、普通に両親を亡くした子供を育てていた。そういう約束事があるわけでもなく、裁判所がそれに絡んでくるなどということもなかった。1830年頃、ニューヨーク市などの東部の大都市でホームレスの子供たちの数が爆発的に増加した。1850年、ニューヨーク市には推定10,000人から30,000人のホームレスの子供たちがいた。一部の子供たちは、両親が腸チフス、黄熱病、またはインフルエンザの流行で亡くなって、孤児になった。他の人々は、貧困、病気、または嗜癖のために捨てられた。多くの子供たちは、生き残るためにマッチ、ぼろきれ、または新聞を売っていた。街頭での暴力から身を守るために、彼らは団結してギャングを結成した。1853年、チャールズ・ローリング・ブレースという若い大臣がストリートチルドレン（しばしば「ストリートアラブ人」として知られる）の窮状に関心を持つようになった。彼は児童援助協会を設立した。初年度、児童援助協会は主に少年たちに宗教的指導と職業的および教育的指導を提供した。やがて、社会は国内初の家出シェルターであるニュースボーイズ・ロッジング・ハウスを設立した。そこでは、浮浪者の少年たちが安価な部屋と下宿、そして基礎教育を提供された。ブレースと彼の同僚は、個々の子供たちの仕事と家を見つけようとしたが、すぐにそれを必要とする子どもたちの数の多さに手配が間に合わなくなった。ブレースは、養子縁組のために子供たちのグループを地方に送るというアイデアを思いついた。
ブレースは、ストリートチルドレンがニューヨーク市での生活の貧困と堕落から逃れ、代わりに道徳的にもまっとうな農家で育てられれば、より良い生活を送ることができると信じていた。拡大する農地での労働の必要性を認識し、ブレースは農民がホームレスの子どもたちを歓迎し、彼らを彼らの家に連れて行き、彼らを彼ら自身のものとして扱うと信じていた。彼のプログラムは、現代の里親養育の先駆者であるといってもいいだろう。コネチカット、ペンシルベニア、そしてニューヨーク近郊の田舎の農場に子どもたちを個別に派遣した1年後、児童援助協会は、1854年9月、中西部への初めての大遠征を開始した。

## 「孤児列車」という言葉
「孤児列車」というフレーズは、1854年に、子どもたちをその生まれ故郷から鉄道を使って子供たちを輸送する際に最初に使用された。 しかし、「孤児列車」という用語は、孤児列車プログラムが終了してからかなり経つまで、一般には使用されなかった。児童援助協会は、孤児列車に関連する部門を、当初は移民局と呼び、次に家探し局、最終的に里親局と呼んでいた。その後、ニューヨーク孤児養育院は、「赤ちゃん」または「慈悲」列車と呼ばれるものを送り出した。組織や家族は一般に、孤児列車の乗客を指すために「家族配置」または「配置外」（out-placement、孤児院または亡命中の子供たちの配置、placementと区別するために「out」）という用語を使用した。「孤児列車」という用語が広まったのは、1978年にCBSが「孤児列車」という架空のミニドラマシリーズを放送したときである。この用語が採用担当者によって使用されなかった理由の1つは、電車に乗った子供たちの半分足らずが実際に孤児であり、25％以上の人の両親がすでに存命ではなかったということによる。両親と一緒に住んでいる子供たちは、家族がお金やそもそも彼らを育てる気がなかったり、または虐待されたり、見捨てられたり、逃げたりしたために、孤児電車に乗せられたり、孤児院に入れられたりした。そして、多くの10代の少年少女は、単に仕事や市内から逃げ出すための無料チケットを求めて孤児列車のスポンサー組織に向かったのである。「孤児列車」という用語も誤解を招く。なぜなら、配置された子供たちのかなりの数は、新しい里親家庭に鉄道で行ったのではなく、何人かはあまり遠くまで行かなかったから。最も多くの子供を受け入れた州（全体のほぼ3分の1）は、ニューヨークだった。コネチカット、ニュージャージー、ペンシルベニアもかなりの数の子供たちを受け入れている。孤児列車の時代のほとんどを通して、児童支援協会の官僚機構は、地元の配置先とその最も遠い配置先の区別さえでさえしていなかった。それらはすべて同じ記録簿に書かれ、全体的に見て同じ人々によって管理されていた。また、同じ子供が1回は西部に連れて行かれ、次の機会（最初の家がうまくいかなかった場合）はニューヨーク市で里親を探すという可能性があったのである。

## 最初の孤児列車
45人の子供たちの最初のグループは1854年10月1日にミシガン州ドウォージャックに到着した。子どもたちは不快な状態で何日も旅を続けた。彼らには、児童援助協会のE・P・スミスが同行していた。スミス自身は、マンハッタンからの川船の2人の異なる乗客に、彼らの身元をチェックせずに男の子を養子縁組させた。
スミスは、アルバニーの鉄道構内で出会った少年を追加した。スミスは、その少年が孤児になったという経緯を確認することもしなかった。ドウォージャックでの集会で、スミスは、男の子は便利で、女の子はあらゆる種類の家事に使用できると弁舌をふるいながら、聴衆の共感を集めた。スミスは、児童援助協会が発表した旅行の報告で、子供を産むためには、申請者は牧師と治安判事からの推薦が必要であると述べたが、この要件が厳密に施行された可能性は低い。その初日の終わりまでに、15人の少年と少女が地元の家族に託された。5日後、さらに22人の子供が養子縁組された。スミスと残りの8人の子供たちはシカゴに旅行し、そこでスミスは彼らをアイオワシティへの電車に乗せ、そこで地元の孤児院を運営していたC・C・タウンゼント牧師が彼らを連れて行き、里親を見つけようとした 。この最初の遠征は大成功と見なされ、1855年1月に社会はホームレスの子どもたちのさらに2つのグループをペンシルベニアに送った。

## 孤児列車の後方支援

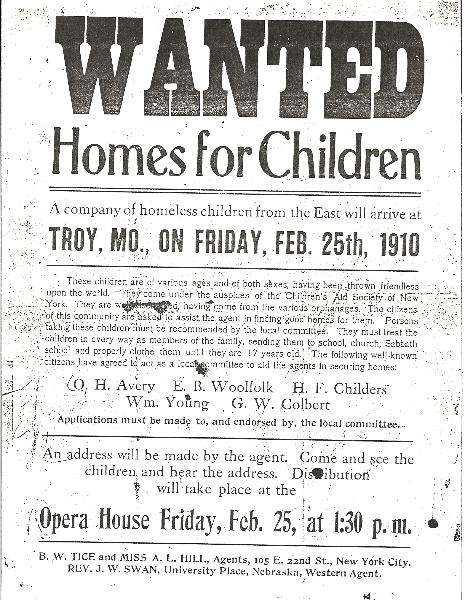
孤児列車のチラシ

孤児列車が停車した町では、地元の著名人の委員会が組織された。これらの委員会は、養子縁組のための場所の手配、イベントの宣伝、孤児列車グループの宿泊施設の手配を担当した。これらの委員会はまた、養子縁組に関心のある地元の家族の適性について児童支援協会と協議することを要求された。ブレースのシステムは、見知らぬ人の優しさに信頼を置いている。 孤児列車の子供たちは無料で家に入れられ、農場周辺の雑用を手伝うための追加の手として役立つことが期待されていた。家族は、生まれながらの子供と同じように育て、まともな食べ物と衣服、「一般的な」教育、そして21歳になったときに100ドルを提供することを期待していた。児童援助協会によって配置された年長の子供たちは、彼らの労働に対して支払を受けることになっていた。法的な養子縁組は求められていなかった。児童援助協会の「少年が家に配置される条件」によると、12歳未満の少年は「学校、衣服、訓練の問題で自分の子供の一人として申請者によって扱われる」ことになっており、少年は12歳から15歳までと定められていた。 「毎年の一定時期は学校に通える」ことになっていた。
協会の代表者は年に一度各家族を訪問して状態をチェックすることになっており、子供たちは年に2回協会に手紙を書くことになっていた。何千もの里親家庭を監視する担当者はほんの一握りしかいなかった。電車に乗る前に、子供たちは新しい服を着て聖書を与えられ、西に同行した児童援助協会の担当者の世話を受けた。 何が起こっているのかを理解している子供はほとんどいなかった。一度、どんな状況に置かれているのかがわかると、彼らの反応は、新しい家族を見つけることへの喜びから、関係者が「帰ってしまう」ときに「追い出される」ことへの怒りと恨みにまで及んだ。
電車の中でほとんどの子供たちは白人だった。英語を話さない子を同じ言語を話す子と一緒に配置する試みがなされた。ドイツ語を話すビル・ランドカマーは、1920年代に未就学児として孤児列車に数回乗った後、ネブラスカのドイツ人家族に受け入れられた。
赤ちゃんは配置するのが最も簡単だったが、14歳以上の子供たちの家を見つけることは、彼らが自分のやり方に固執しすぎたり、悪い習慣を持っているかもしれないという懸念のために里親探しはいつも厄介だった 。 身体的または精神的に障害のある、または病気の子供たちは、家を見つけるのが困難だった。 多くの兄弟が孤児列車で一緒に送られたが、将来の里親は、兄弟を別れ別れにさせて、子どもを1人だけを連れて行くのが常だった。多くの孤児列車の子供たちは、年齢、性別、髪の毛と目の色を指定して注文した家族と一緒に暮らすことになった。他の子たちは、デポから地元の劇場に行列で行進して、そこでステージに上げられたため、「養子縁組」(adoption)という用語の由来となった。国立孤児列車資料館（ National Orphan Train Complex）の展示パネルによると、子どもたちは「順番に名前を付けたり、ちょっとした歌を歌ったり、曲を言ったりした」とのことである。オクラホマ・パンハンドル州立大学の歴史学教授であるサラ・ジェーン・リヒターによると、子どもたちはしばしば不快な経験をしたという。「人々がやって来て、彼らをからかい、見て、感じて、そして彼らがいくつの歯を持っているかを見た。」。新聞の報道は、新しい子どもたちのグループの到着に出席して、賑わい、そして時にはオークションのような雰囲気を伝えている。1912年5月、ネブラスカ州グランドアイランドのデイリー・インディペンデントは、「注文した男の子、女の子、好みの明るい赤ちゃん、暗い赤ちゃんがいて、注文は適切に行われ、すべての新しい親が喜んでいました」と報告している。「とても健康的な赤ちゃんで、誰もがこれまでに見たものと同じくらいきれいです。」。ブレースは彼の執筆と講演活動で、このプログラムのために資金をかき集めた。裕福な人々は時折子どもたちの列車を後援した。ジョン・ジェイコブ・アスター3世の妻であるシャーロット・オーガスタ・ギブスは、1884年までに1,113人の子供を列車で西に送った。鉄道は、子供と彼らの世話をしたエージェントに割引料金を与えた。

## 孤児列車運動の広がり
児童支援協会は、1855年から1875年まで毎年平均3,000人の子供を列車で送り出していた。 孤児列車は、45の州だけでなく、カナダとメキシコにも送られた。運動の初期の段階では、インディアナ州は最も多くの子どもたちを受け入れた。児童支援協会の孤児列車プログラムの開始時、ブレースは熱心な奴隷制度廃止論者であったため、子どもたちは南部の州に送られなかった。
1870年代までに、ボストンのニューヨーク孤児養育院とニューイングランド・ホーム・フォー・リトルワンダラーズはすべて、独自の孤児列車プログラムを持っていた

## ニューヨーク孤児養育院「慈悲列車」
ニューヨーク孤児養育院は、1869年、ニューヨーク慈善女子修道会のシスター・アイリーン・フィッツギボンによって、捨てられた幼児の避難場所として設立された。シスターたちは、これらの子どもたちをカトリックの家庭に預けるために中西部と南部の司祭たちと協力して活動した。養育院は、1875年から1914年までの間に事前に手配されたローマ・カトリックの家庭に乳幼児を送り出した。
目的地の教区民は子供を受け入れるように求められ、教区司祭は承認された家族に申請書を提出した。この慣習は、最初は「赤ちゃん列車」(Baby Train)、後に「慈悲列車」(Mercy Train) として知られるようになった。1910年代までに、年間1,000人の子供が新しい家族と一緒に配置された。

## 孤児列車の乗客と家族が直面した困難
バートンカウンティ・コミュニティカレッジのリンダ・マッカフェリー教授は、孤児列車のさまざまな経験について次のように説明している。「多くの子どもたちは、奴隷のような農場労働者として重労働に従事させられた。しかし、彼らは、彼らを愛し、可愛がって、教育も受けさせてくれる素敵な家族のもとにたどり着くという、夢のような子どもたちの物語もたくさん存在する。」。
孤児列車の子どもたちは、「列車の子どもたち」であるというクラスメートの偏見から、一生家族の中で部外者のように感じることまで、さまざまな障害に直面させられた。多くの田舎の人々は、孤児列車の子どもたちを、酔っぱらいや売春婦の手に負えない子どもと見なしていた。孤児列車運動に対する批判は、適切な調査なしに最初の里親縁組が急いで行われたこと、および配置に関するフォローアップが不十分であったことへの懸念に焦点を合わせていた。慈善団体はまた、彼らの世話をしている間に配置された子どもたちを追跡していないことで批判を受けた。1883年、ブレースは独立した調査に同意した。地元の監査委員会は里親の適格審査に効果がなかったことを突き止めた。監督は緩いものだった。多くの年上の男の子が逃亡していた。しかし、その委員会の調査の全体的な結論は肯定的だった。14歳未満の子供たちの大多数は満足のいく生活を送っていた。
子どもたちへの応募者は、地元のビジネスマン、大臣、または医師の委員会によって適格審査をされることになっていたが、スクリーニングが非常に徹底的に行われることはめったになかった。 小さな町の大臣、裁判官、および他の地元の有力者は、彼が友人または顧客でもある場合、潜在的な里親を不適格として拒否することにしばしば二の足を踏んだのである。多くの子供たちは、名前の強制的な変更と相次ぐ移動でアイデンティティを失った。
1996年、アリス・アイラーは「私は自分の氏素性を知っているので、幸運な内の一人だった。彼らは過去との接触を許さないことで、列車に一緒に乗った若い子たちのアイデンティティを奪ったのだ」と語った。
西部に連れて行かれた多くの子供たちは、ニューヨーク、ボストン、または他の東部の大都市のストリートチルドレンで、一般的に多くの家族が期待する従順な子供ではなかった。1880年、インディアナ州のコフィンは「都市からそのように投げ出された子どもたちは、彼らが投げ出された田舎の場所で多くの腐敗の原因となっている...そのような子どもたちはほとんど役に立ちません」と要約している。
いくつかの配置場所は、孤児列車が東海岸から西部のコミュニティに望ましくない子どもたちを投棄していると非難した。1874年、全国刑務所改革会議は、これらの孤児列車の企てが西側での刑務所にかかる費用の増加をもたらしたと非難した。年長の男の子は彼らの労働の支払いを望んでおり、時には追加の支払いを要求したり、より高い支払いを受けられる里親を見つけるために里親の元を離れたりした。若い男性が配置変更の80％を開始したと推定されている。
電車に乗った多くの子供たちの一人に、リー・ネリングがいた。リーの母親は病気で亡くなった。彼女の死後、リーの父親は子供たちを養う余裕がなかった。 別の孤児列車の子どもはアリス・アイラーという名だった。アリスの母はシングルマザーで子どもたちを養うことができなかったので、アリスは里親を求めて孤児電車に乗ることになった。旅の前、彼らは「ベリー」と「緑の水」で暮らしていた。
カトリック聖職者は、一部の慈善団体がカトリックの子どもたちを故意にプロテスタントの家に預けて彼らの宗教的慣習を変えていると主張した。
ニューヨーク市の貧しいローマカトリックの子供たちの保護協会（保護者として知られている）は1863年に設立された。保護者は孤児院を運営し、ブレースのプロテスタント中心のプログラムに応えてカトリックの若者のためのプログラムを展開した 。 ユダヤ人の子どもたちの里親探しに関して、養子縁組による同様の回心の求めがなされた。すべての孤児列車の子どもたちが本当に孤児であったわけではないが、他の州に配置されるために彼らの生物学的な家族から強制的に連れ去られて孤児にされなければならなかった。これは移民のカトリック家族を解散させることを目的とした意図的なパターンであると主張する人もいた。 奴隷制度廃止論者の中には、年季奉公を奴隷制の一形態と見なして、西洋の家族を持つ子供たちの配置に反対した人もいた。
孤児列車は訴訟の対象であり、一般的に子どもを取り戻そうとする親が訴えた。 訴訟は、里子配置の結果として、金銭を失った、または危害を加えられたと主張する受け入れ親、あるいは家族によって時折提起された。ミネソタ州矯正慈善委員会は、1880年から1883年の間にミネソタ州の孤児列車による里親探しを検討した。委員会は、子どもたちが性急に配置され、配置について適切な調査が行われなかったにもかかわらず、「酷い扱いを受け」または虐待された子どもはごく僅かだっという結論に達した。
報告書は、彼らの地域自治体の裕福な有力者からの圧力に左右された地元の委員会のメンバーを批判した。理事会はまた、年長の子供たちは、彼らを働かせて金が稼げると期待する農民のもとに頻繁に預けられていることを指摘した。理事会は、すべての申請と配置を調査およびレビューする際に、有償の代理人が地元の委員会に取って代わるか、補佐することを推奨した。
非常に込み入った訴訟は、1904年のアリゾナ準州の孤児列車の里親紹介から生した。ニューヨーク孤児養育院は、18か月から5歳までの40人の白人の子供をアリゾナ準州の教区のカトリック家族に委託するために送り出した。地元の司祭によって里親が承認された家族は、その後の訴訟で「メキシコのインディアン」であることが判明した。これらの子どもたちに付き添う修道女たちは、地元の白人とメキシコ系グループ間の人種的な緊張に気づかず、白人の子どもたちをメキシコのインディアンの家族のもとに里子に預けた。「即時リンチの暴徒団」(just short of a lynch mob) と名乗る白人男性の徒党が、メキシ系のインディアンの家から子どもたちを強制的に連れ出し、彼らのほとんどを白人の家族のもとに預けた。何人かの子どもたちは孤児養育院に戻されたが、19人はアングロアリゾナ準州の白人家族のもとに残った。孤児養育院は、これらの子どもたちの帰還を求める人身保護の令状を提出した。アリゾナ最高裁判所は、子供たちの最善の利益のために、彼らが新しいアリゾナの白人の家族のもとに留まることを望んだと判決を下した。
上訴では、合衆国最高裁判所は、子どもたちの返還を求める人身保護の令状が令状の不適切な行使であると認定された。人身保護の令状は、「逮捕および肌の色または令状の主張による強制投獄の場合にのみ」使用されるべきであり、子どもの監護権を取得または譲渡するために使用されるべきではないというのである。これらのイベントは当時、「羊のように売られた赤ちゃん」という見出しの新聞記事で広く報道され、ニューヨーク孤児養育院は「何年もの間、子どもたちを車で全国に輸送して、牛のように売リさばいた」と評された。

## 孤児列車運動の終焉
西部への移住が定着するにつれて、養子の需要は減少していった。さらに、シカゴ、クリーブランド、セントルイスなどの中西部の都市は、ニューヨーク、ボストン、フィラデルフィアが1800年代半ばに経験した育児放棄された子どもたちの問題を経験し始めた。これらの都市は、自分たちの孤児を世話する方法を模索し始めることになった。1895年、ミシガン州は、州外の子供たちが州内で公的責任を負わないことを保証する公債を支払わずに、州外の子供たちが地元に配置されることを禁止する法律を可決した 。同様の法律が、インディアナ、イリノイ、カンザス、ミネソタ、ミズーリ、およびネブラスカによって可決された 。
これまで 1つないし複数のニューヨークの慈善団体といくつかの西部の諸州との間で交渉された合意により、これらの州に子どもを継続的に里子として預けることができていた。こうした協定には、配置された子どもたちの担保としての大きな絆が含まれていた。しかし、1929年に、慈善団体が育児支援戦略を変更したため、これらの契約は失効し、更新されることはなかった。最後に、家庭内の家族支援を提供する法律が可決されたため、孤児列車の必要性は減少した。慈善団体は、子供を配置するための介入の必要性を制限する、貧しく貧しい家族を支援するプログラムの開発を始めることになった。

## この運動の遺産
1854年から1929年の間に、推定20万人のアメリカ人の子供たちが新しい家を求めて鉄道で西に旅をした。
児童援助協会は、移住された子どもたちが「社会の信頼できるメンバー」に成長した場合に成功したと評価し、頻繁な報告が成功事例を記録した。1910年の調査では、田舎の家に送られた子供たちの87％が「よくやった」と結論付け、8％がニューヨークに戻り、残りの5％が死亡、失踪、または逮捕された。
子供は施設よりも家族のもとでよりよく養育されるというブレースの考えは、今日の里親養育でも最も基本的な信条である。

## 組織

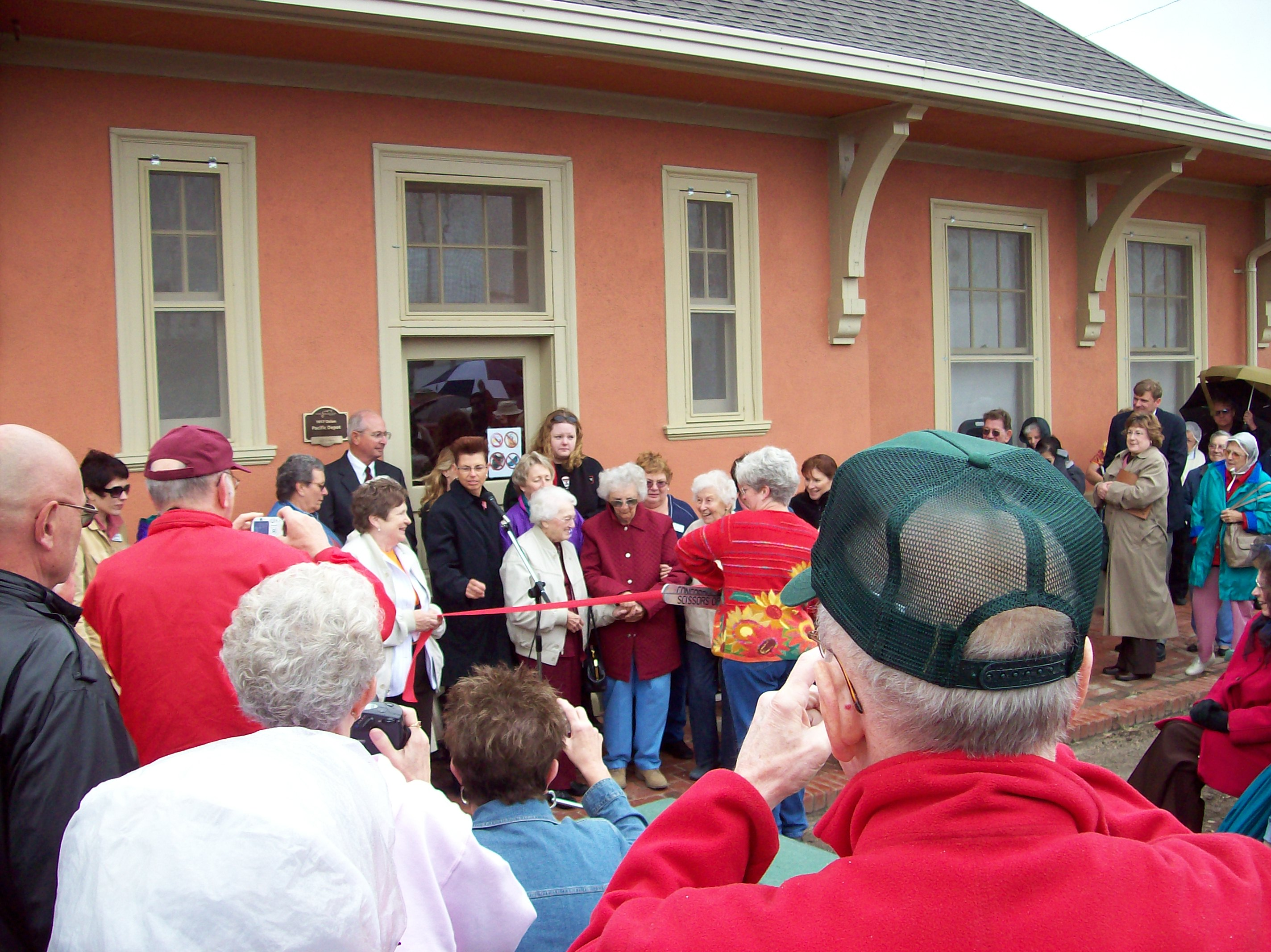
ユニオン・パシフィック鉄道のカンサス州コンコルディア駅の再現施設

アーカンソー州スプリングデールで1986年に設立されたアメリカ孤児列車記念協会は、孤児列車時代の歴史を保存している 。カンザス州コンコルディアにある 国立孤児列車記念館は、孤児列車運動、それに参加したさまざまな施設、および列車に乗った子どもたちと担当者に捧げられた博物館と研究センターである。
記念館は、復元された国家歴史登録財に登録されているユニオン・パシフィック鉄道のコンコルディア駅の中にある。記念館は、列車に乗った子どもたちの物語や預けられた家を保存し、研究スタッフを抱えている。博物館が提供するサービスには、孤児列車の乗客の研究、教材、写真やその他の記念品のコレクションが含まれている。
ルイジアナ孤児列車の博物館(Louisiana Orphan Train Museum)は2009年に設立された。場所は、ルイジアナ州オペルーサスのルヴュー村の歴史公園の中に復元されたユニオン・パシフィック貨物駅の中である。博物館には、子供と大人の両方の孤児列車の乗客のオリジナルの文書、衣服、写真のコレクションがある。
大多数が里親に合法的に養子縁組されたため、子どもたちが南ルイジアナのコミュニティにどのように同化したかに特に焦点を当てている。博物館は、ルイジアナ孤児列車協会の本拠地にもなっている。この協会は、1990年に設立され、 2003年に博物館と契約を結び、博物館にスタッフを配置し、歴史的なアウトリーチを実施し、乗客の話を調査し、家族の再会に似た大規模な年次イベントを主催している。 

## 孤児列車に孤児を送り出した施設
孤児列車に乗った子どもたちの多くは以下の施設から送り出されてきた（一部抜粋リスト）

- Angel Guardian Home
- Association for Befriending Children & Young Girls
- Association for Benefit of Colored Orphans
- Baby Fold
- Baptist Children's Home of Long Island
- Bedford Maternity, Inc.
- Bellevue Hospital
- Bensonhurst Maternity
- Berachah Orphanage
- Berkshire Farm for boys
- Berwind Maternity Clinic
- Beth Israel Hospital
- Bethany Samaritan Society
- Bethlehem Lutheran Children's Home
- Booth Memorial Hospital
- Borough Park Maternity Hospital
- Brace Memorial Newsboys House
- Bronx Maternity Hospital
- Brooklyn Benevolent Society
- Brooklyn Hebrew Orphan Asylum
- Brooklyn Home for Children
- Brooklyn Hospital
- Brooklyn Industrial school
- Brooklyn Maternity Hospital
- Brooklyn Nursery & Infants Hospital
- Brookwood Child Care
- Catholic Child Care Society
- Catholic Committee for Refugees
- Catholic Guardian Society
- Catholic Home Bureau
- Child Welfare League of America
- Children's Aid Society
- Children's Haven
- Children's Village, Inc.
- Church Mission of Help
- Colored Orphan Asylum
- Convent of Mercy
- Dana House
- Door of Hope
- Duval College for Infant Children
- Edenwald School for Boys
- Erlanger Home
- Euphrasian Residence
- Family Reception Center
- Fellowship House for boys
- Ferguson House
- Five Points House of Industry
- Florence Crittendon League
- Goodhue Home
- Grace Hospital
- Graham Windham Services
- Greer-Woodycrest Children's Services
- Guardian Angel Home
- Guild of the Infant Savior
- Hale House for Infants, Inc.
- Half-Orphan Asylum
- Harman Home for Children
- Heartsease Home
- Hebrew Orphan Asylum
- Hebrew Sheltering Guardian Society
- Holy Angels' School
- Home for Destitute Children
- Home for Destitute Children of Seamen
- Home for Friendless Women and Children
- Hopewell Society of Brooklyn
- House of the Good Shepherd
- House of Mercy
- House of Refuge
- Howard Mission & Home for Little Wanderers
- Infant Asylum
- Infants' Home of Brooklyn
- Institution of Mercy
- Jewish Board of Guardians
- Jewish Protector & Aid Society
- Kallman Home for Children
- Little Flower Children's Services
- Maternity Center Association
- McCloskey School & Home
- McMahon Memorial Shelter
- Mercy Orphanage
- Messiah Home for Children
- Methodist Child Welfare Society
- Misericordia Hospital
- Mission of the Immaculate Virgin
- Morrisania City Hospital
- Mother Theodore's Memorial Girls' Home
- Mothers & Babies Hospital
- Mount Siani Hospital
- New York Foundling Hospital
- New York Home for Friendless Boys
- New York House of Refuge
- Children's Village|New York Juvenile Asylum (Children's Village)[1]
- New York Society for Prevention of Cruelty to Children
- Ninth St. Day Nursery & Orphans' Home
- Orphan Asylum Society of the City of Brooklyn
- Orphan House
- Ottilie Home for Children

## メディアの中で描かれた孤児列車
- Big Brother by Annie Fellow-Johnson, an 1893 children's fiction book.
- Extra! Extra! The Orphan Trains and Newsboys of New York by Renée Wendinger, an unabridged nonfiction resource book and pictorial history about the orphan trains. ISBN 978-0-615-29755-2
- Good Boy (Little Orphan at the Train), ノーマン・ロックウェルの絵 - 子ども満載の列車、修道尼が抱きかかえた男の子と後ろに隠れる女の子、それに呼びかける良家の奥様
- "Eddie Rode The Orphan Train", a song by Jim Roll and covered by Jason Ringenberg
- Last Train Home: An Orphan Train Story, a 2014 historical novella by Renée Wendinger ISBN 978-0-9913603-1-4
- Orphan Train (film)|Orphan Train, a 1979 television film directed by William A. Graham.
- "Rider on an Orphan Train", a song by David Massengill from his 1995 album The Return
- Christina Baker Kline#Orphan Train|Orphan Train, a 2013 novel by Christina Baker Kline(邦訳・クリスティーナ・ベイカー・クライン『孤児列車』作品社　2015年)
- Placing Out, a 2007 documentary sponsored by the Kansas Humanities Council
- トイ・ストーリー3, a 2010 Pixar animated film in which "Orphan Train" is referenced briefly at 00:02:04 - 00:02:07. 里親家庭の人間関係は、このシリーズ全体を通して繰り返し登場する。
- "Orphan Train", a song by U. Utah Phillips released on disc 3 of the 4-CD compilation Starlight on the Rails: A Songbook in 2005
- Swamplandia!, a novel by Karen Russell, in which a character, Louis Thanksgiving, had been taken from New York to the MidWest on an Orphan Train by The New York Foundling Society after his unwed immigrant mother died in childbirth.
- Lost Children Archive, a novel by Valeria Luiselli, where the main character researches the forced movement of several demographics throughout the Americas' history, including the Orphan Trains.
- The Copper Children, a play by Karen Zacarias|Karen Zacarías premiered in 2020 at the Oregon Shakespeare Festival.
- My Heart Remembers, a 2008 novel by Kim Vogel Sawyer, where the main character and her siblings were separated at a young age as orphans on the orphan train.
- "Orphan Train Series" by Jody Hedlund, a series about three orphaned sisters in the 1850s, the Children's Aid Society, and the resettling of orphans from New York to the Midwest[26]
  - 0.5 An Awakened Heart (2017)
  - 1. With You Always (2017)
  - 2. Together Forever (2018)
  - 3. Searching for You (2018)
- "Rodzina ", a 2004 historical picturebook by Karen Cushman(en:Karen Cushman) (邦訳・カレン・クシュマン『ロジーナのあした―孤児列車に乗って』徳間書店　2005年)

## 孤児列車に乗った子どもたち
- ジョー・アイレ（英語版）[27]
- ジョン・グリーン・ブラディ（英語版）[4]
- アンドリュー・H・バーク（英語版）[4]
- ヘンリー・L・ジョスト（英語版）[28]
- Marion Parnell Costello Perry
- フランク・レイモンド・エリオット (Frank Raymond Elliott)